# Хильда (мультсериал)
Хильда (англ. Hilda) — канадо-британско-бразильский мультсериал по одноименной серии комиксов британского иллюстратора Люка Пирсона, продюсерами выступают Silvergate Media и Mercury Filmworks. В сериале рассказывается о приключениях бесстрашной синеволосой девочки Хильды и её фантастического зверька лисоленя (белого лисёнка с небольшими оленьими рогами) Твига, о её жизни в Пустоглуши, переезде в город Трольберг и встречах с различными мифическими существами.
Сериал был впервые представлен 21 сентября 2018 года на стриминговом сервисе Netflix. Премьера первых двух серий состоялась на Международном фестивале детского кино в Нью-Йорке 25 февраля 2018 года. Премьера второго сезона состоялась 14 декабря 2020 года на Netflix.

## Озвучка
| Персонажи                                                              | Английский дубляж                   |
| ---------------------------------------------------------------------- | ----------------------------------- |
| Хильда                                                                 | Белла Рамзи                         |
| Йоханна (мама Хильды)                                                  | Дейзи Хаггард                       |
| Фрида                                                                  | Амира Фалзон-Оджо                   |
| Дэвид                                                                  | Оливер Нельсон Илан Гэлкофф (вокал) |
| Альфо                                                                  | Расмус Хардайкер                    |
| Ворон Полено                                                           | Кори Инглиш Ако Митчелл             |
| Тревор                                                                 | Рис Покни                           |
| Марра Кайса (библиотекарь)                                             | Каиса Хаммарлунд                    |
| миссис Холлгрим Вожатая                                                | Рэйчел Аткинс                       |
| Эрик Альберг                                                           | Джон Хопкинс                        |
| Герда Густав                                                           | Люси Монтгомери                     |
| Кертасникир                                                            | Энди Серкис                         |
| Твиг Тонту Бартл Барч Эльфийский мэр Полуночный великан Лесной великан |                                     |

## Список серий

### 1 сезон
| № | Название                                             | Автор сценария    | Дата премьеры    |
| --- | ---------------------------------------------------- | ----------------- | ---------------- |
| 1 | «Chapter 1: The Hidden People» «Скрытый народ»       | Стефани Симпсон   | 21 сентября 2018 |
| Дом Хильды и её мамы страдает от внезапной атаки крошечного, невидимого народца, представители которого называют себя «эльфы» (The elfs), и девочка, не желая покидать родные места по их прихоти, решает начать мирные переговоры.                                      |                                                      |                   |                  |
| 2 | «Chapter 2: The Midnight Giant» «Полуночный великан» | Stephanie Simpson | 21 сентября 2018 |
| Хильда продолжает пытаться спасти свой дом, но на этот раз ко всем событиям примешивается загадочный великан, ненадолго приходящий ночью. |                                                      |                   |                  |
| 3 | «Chapter 3: The Bird Parade» «Птичий парад»          | Кенни Байерли     | 21 сентября 2018 |
| Хильда находит говорящего ворона, потерявшего память, и пытается помочь ему, но из-за ошибки её мамы им приходится искать его по всему городу. |                                                      |                   |                  |
| 4 | «Chapter 4: The Sparrow Scouts» «Воробьиные скауты»  | Stephanie Simpson | 21 сентября 2018 |
| После вступления в ряды воробьиных скаутов Хильда, заручившись помощью своих новых знакомых, пытается выполнить своё первое поручение для получения значка, но сталкивается с неожиданным сопротивлением со стороны необычного существа.                                 |                                                      |                   |                  |
| 5 | «Chapter 5: The Troll Rock» «Камень-тролль»          | Kenny Byerly      | 21 сентября 2018 |
| Дэвид, друг Хильды, случайно приносит на родительское собрание камень, по ночам превращающийся в тролля. Дело близится к вечеру, и теперь героям надо поймать каменного монстрёнка, пока кто-нибудь его не заметил и не объявил тревогу.                                 |                                                      |                   |                  |
| 6 | «Chapter 6: The Nightmare Spirit» «Дух кошмара»      | Kenny Byerly      | 21 сентября 2018 |
| Девиду беспрерывно снятся кошмары. Вскоре Хильда, Дэвид и Фрида узнают, что в этом виноват Дух Кошмаров, и решают переговорить с ним. |                                                      |                   |                  |
| 7 | «Chapter 7: The Lost Clan» «Потерянный клан»         | Ben Joseph        | 21 сентября 2018 |
| Ища нужные для получения значка травы, дети натыкаются на очередной городок эльфов, с которым у них возникают новые проблемы. |                                                      |                   |                  |
| 8 | «Chapter 8: The Tide Mice» «Морская мышь»            | Stephanie Simpson | 21 сентября 2018 |
| Желая помочь маме и друзьям, Хильда произносит заклинание, которое в итоге оборачивается бедой против всех, кого успело затронуть. |                                                      |                   |                  |
| 9 | «Chapter 9: The Ghost» «Призрак»                     | Kenny Byerly      | 21 сентября 2018 |
| У Фриды проблема — потерялась очень важная для неё книга. Поиски заводят друзей на кладбище, где нужную вещь приходится отвоёвывать у призраков. |                                                      |                   |                  |
| 10 | «Chapter 10: The Storm» «Шторм»                      | Luke Pearson      | 21 сентября 2018 |
| Город накрывает сильнейший шторм, грозящий загубить всё живое, и с помощью Ворона Хильда и Дэвид летят на метеорологическую станцию, надеясь найти там помощь. |                                                      |                   |                  |
| 11 | «Chapter 11: The House in the Woods» «Дом в лесах»   | Ben Joseph        | 21 сентября 2018 |
| Потерявшись, Хильда находит странный дом, исполняющий желания, но не желающий никого выпускать наружу. |                                                      |                   |                  |
| 12 | «Chapter 12: The Nisse» «Ниссе»                      | Luke Pearson      | 21 сентября 2018 |
| Ослушавшись наказа матери, Хильда приводит в дом ниссе, с которым практически с порога начинаются проблемы. |                                                      |                   |                  |
| 13 | «Chapter 13: The Black Hound» «Чёрный пес»           | Stephanie Simpson | 21 сентября 2018 |
| Пока Хильда, переживающая приключение за приключением, находится в Воробьином лагере (Sparrow camp), вокруг Чёрного Пса — огромной собаки, то и дело мелькающей в новостях, — поднимается все большая суматоха, и в итоге эта тема напрямую затрагивает главную героиню. |                                                      |                   |                  |

### 2 сезон
| № | Название                                                             | Автор сценария                   | Дата премьеры   |
| --- | -------------------------------------------------------------------- | -------------------------------- | --------------- |
| 1 | «Chapter 1: The Troll Circle» «Слёт Троллей»                         | Stephanie Simpson                | 14 декабря 2020 |
| Эссе Хильды о троллях побеждает на городском конкурсе. В награду Хильда получает возможность провести день с Эриком Альбергом, главой патруля безопасности Тролльберга. Наблюдая за его работой, Хильда понимает, что патруль вовсе не делает город безопасным, а его глава просто ищет популярности и славы среди жителей Тролльберга. Вернувшись домой, она решает попытаться разоблачить истинное лицо Альберга. |                                                                      |                                  |                 |
| 2 | «Chapter 2: The Draugen» «Драугены»                                  | Ben Joseph                       | 14 декабря 2020 |
| Пытаясь узнать больше об Альберге, Хильда встречает Полено, который втягивает её в опасное морское приключение с участием драугенов и корабля-призрака. |                                                                      |                                  |                 |
| 3 | «Chapter 3: The Witch» «Ведьма»                                      | Stephanie Simpson & Luke Pearson | 14 декабря 2020 |
| Хильда и Фрида отправляются в библиотеку и случайно попадают в секретную секцию, которая приводит их в Башню Ведьм. Девочки должны помочь ведьме-библиотекарю Кайсе найти пропавшую книгу до того, как истечёт время её возврата. |                                                                      |                                  |                 |
| 4 | «Chapter 4: The Eternal Warriors» «Бессмертные воины»                | Kenny Byerly                     | 14 декабря 2020 |
| Дэвид противостоит своим страхам во время похода с Хильдой и Фридой к таинственному месту под названием «Кричащие камни». Он присоединяется к нескончаемой битве между двумя кланами викингов, которые каждую ночь убивают друг друга из-за магического амулета, дарующего бесстрашие, а затем воскрешаются болотником Сигурдом. Дэвид помогает клану Синих заполучить амулет, но, прикоснувшись к нему, становится не только бесстрашным, но и совершенно безрассудным. |                                                                      |                                  |                 |
| 5 | «Chapter 5: The Windmill» «Мельница»                                 | Luke Pearson                     | 14 декабря 2020 |
| Хильда с друзьями натыкаются на заброшенную ветряную мельницу, в которой поселилась бывший метеоролог Виктория Ван Гейл. В то время как Фрида и Хильда готовы поверить, что она осознала ошибки прошлого и исправилась, Дэвид по-прежнему не доверяет этой женщине. В конце концов выясняется, что Виктория никогда не менялась и продолжает вынашивать безумные планы. |                                                                      |                                  |                 |
| 6 | «Chapter 6: The Old Bells of Trolberg» «Колокола Тролльберга»        | Bryan Korn & Gabe Pulliam        | 14 декабря 2020 |
| Тролльберг погружается в Хаос, когда патруль безопасности устанавливает на каждой башне города роботизированные машины, которые каждый час запускают колокола, чтобы их звон отпугивал от городских стен троллей. Хильда, Дэвид и Фрида разрабатывают план, как остановить этот оглушительный шум. |                                                                      |                                  |                 |
| 7 | «Chapter 7: The Beast of Cauldron Island» «Чудовище острова Колдрон» | Tim McKeon                       | 14 декабря 2020 |
| Хильда и Фрида расследуют волну нападений неизвестного чудовища на рыбацкие суда, в которых обвиняют огнедышащего змея с острова Колдрон. ( В титрах звучит песня "Жизнь Хильды" в исполнении Беллы Рамзи, озвучивающей Хильду.) |                                                                      |                                  |                 |
| 8 | «Chapter 8: The Fifty Year Nigh» «Пятидесятилетний вечер»            | Kenny Byerly                     | 14 декабря 2020 |
| Хильда узнает, что с помощью заколдованных журналов можно путешествовать во времени. Чтобы помочь своему соседу обрести давно потерянную любовь, она меняет прошлое. Это приводит к катастрофическим последствиям. |                                                                      |                                  |                 |
| 9 | «Chapter 9: The Deerfox» «Лисолень»                                  | Luke Pearson                     | 14 декабря 2020 |
| Твиг убегает из дома повинуясь таинственному зову. Хильда с мамой бросаются на его поиски. По пути они вспоминают день, когда впервые встретили Твига, и узнают о его происхождении. |                                                                      |                                  |                 |
| 10 | «Chapter 10: The Yule Lads» «Йольские парни.»                        | Todd Casey                       | 14 декабря 2020 |
| Непослушным детям следует быть осторожными во время рождественских праздников, потому что в это время в городе появляются Йольские парни, которые разыскивают и отлавливают именно таких детей. Во время зимнего фестиваля Тролльберга Хильда и её друзья сталкиваются с этими маленькими озорными существами во главе с их заводилой Кертасникиром (озвучивает Энди Серкис). |                                                                      |                                  |                 |
| 11 | «Chapter 11: The Jorts Incident» «Случай с джортами»                 | Emily Brundige                   | 14 декабря 2020 |
| Хильда, Фрида, Дэвид и Кайса пытаются отменить волшебные чары, созданные Морскими мышами, которые захватили штаб-квартиру «Джортс», местной компании по производству закусок в Тролльберге. |                                                                      |                                  |                 |
| 12 | «Chapter 12: The Replacement» «Замена»                               | Todd Casey                       | 14 декабря 2020 |
| Из Эльфийского королевства в Тролльберг прибывает комиссия эльфов, которая должна проверить правдивость отчётов Альфо, описывающих его жизнь в городе. Самому Альфо предписано вернуться домой, а на его место направляется другой эльф. |                                                                      |                                  |                 |
| 13 | «Chapter 13: The Stone Forest» «Каменный лес»                        | Stephanie Simpson                | 14 декабря 2020 |
| Хильда с помощью Тонту пробует улизнуть из своей комнаты домой к Фриде через Укромные Места Ниссе. В момент перемещения в комнату входит Йоханна и пытается втянуть дочь обратно, в результате чего Хильду с мамой и Твигом забрасывает в странный каменный лес, заполненный троллями. Фрида и Дэвид покидают Тролльберг, чтобы попытаться найти их. Пережив множество приключений, Хильда, Йоханна и Твиг возвращаются домой, однако на следующее утро Хильда просыпается и обнаруживает, что снова находится в каменном лесу, но уже в теле тролля! Сезон заканчивается твёрдым намерением Хильды попасть домой и вернуть себе человеческий облик, что приведет к событиям предстоящего 85-минутного спецвыпуска, который будет адаптирован по финальному выпуску комикса «Хильда и Горный король» и выйдет примерно в 2021 году. (В титрах к этому эпизоду звучит песня «The End» в исполнении Фрэнки Космос) |                                                                      |                                  |                 |

## Производство
О производстве сериала было впервые кратко упомянуто 15 июня 2016 года в The New Yorker. Заявлялось, что Netflix запланировал «анимационный сериал из двенадцати эпизодов, основанный на первых четырёх книгах, который выйдет в начале 2018 года».
21 июня 2016 года в блоге официального сайта Nobrow Press Люк Пирсон и соучредитель Nobrow Press Сэм Артур объявили, что Silvergate Media также примет участие в серийном производстве, и Пирсон сказал:
Я очень взволнован, когда могу наконец сказать, что это происходит. Наряду с написанием новой книги, я уже некоторое время работаю с Silvergate и могу подтвердить, что мультсериал в очень хороших руках. Слишком много любви и внимания к деталям связано с ним, и я с нетерпением жду возможности поделиться результатом через пару лет.
14 января 2019 года в официальном твиттер-аккаунте мультсериала была опубликована запись, анонсирующая второй сезон. Премьера второго сезона состоялась 14 декабря 2020 года на Netflix.

## Отзывы и критика
«Хильда» получила признание критиков и поклонников за свой сюжет, персонажей, анимацию и музыку. Эмили Эшби из Common Sense Media поставила шоу четыре из пяти звезд, заявив, что «Хильда» — «это шоу высочайшего качества, но помимо этого в нём любопытные персонажи, исключительно удачное повествование и анимация, и очаровательный фентезийный мир».
Эллисон Кин из Collider дала мультсериалу четыре из пяти звезд, сказав: «Вне зависимости от возраста, Хильда приглашает зрителей присоединиться к тайнам и приключениям почувствовать магию знакомясь с этими многочисленными существами, и их любопытными привычками в оптимистичном и удивительном мире. И хотя Хильда должна повзрослеть и принять городскую жизнь, ей не нужно откладывать свое детское чудо. Мы тоже не должны».
Первый сезон Хильды имеет 100 % рейтинг сайта Rotten Tomatoes.

## Награды и номинации
| Год  | Награда                      | Категория                                               | Номинант(ы)                                                                                             | Результат | Ссылки        |  |
| ---- | ---------------------------- | ------------------------------------------------------- | --- | --------- | ------------- |  |
| 2019 | 46-я премия Энни             | Лучшая анимационная телепередача для детей              | Лучшая анимационная телепередача для детей                                                              | Победа    | [ 12 ]        |  |
| 2019 | 46-я премия Энни             | Лучшая анимация персонажей в анимационных телепередачах | Скотт Льюис                                                                                             | Победа    | [ 12 ]        |  |
| 2019 | 46-я премия Энни             | Лучший сценарий в анимационных телепередачах            | Стефани Симпсон                                                                                         | Победа    | [ 12 ]        |  |
| 2019 | 78-я ежегодная премия Пибоди | Программы для детства и юношества                       | Программы для детства и юношества                                                                       | Номинация | [ 13 ]        |  |
| 2019 | 46-я дневная премия Эмми     | Лучший анимационный сериал для детей                    | Клинт Эланд Курт Мюллер Люк Пирсон Стефани Симпсон Адам Идельсон Чантал Линг Рэйчел Саймон Эндрю Хьюмас | Номинация |               |  |
| 2019 | 46-я дневная премия Эмми     | Лучший сценарий в анимационном телепроекте              | Стефани Симпсон Кенни Байерли                                                                           | Номинация | [ 14 ]        |  |
| 2019 | 46-я дневная премия Эмми     | Лучшая режиссура в анимационном телепроекте             | Энди Койл Меган Фергюсон                                                                                | Номинация | [ 14 ]        |  |
| 2019 | 46-я дневная премия Эмми     | Лучший графический дизайн в анимационном телепроекте    | Лучший графический дизайн в анимационном телепроекте                                                    | Победа    | [ 14 ]        |  |
| 2020 | 2020 Kidscreen Awards        | Лучший анимационный сериал                              | Лучший анимационный сериал                                                                              | Победа    | [ 15 ]        |  |
| 2020 | British Animation Awards     | Лучшее голосовое исполнение                             | Белла Рамзи                                                                                             | Номинация | [ 16 ] [ 17 ] |  |
| 2021 | 48-я премия Энни             | Лучший мультсериал для детей                            | эпизод 2.09 «Лисолень»                                                                                  | Победа    | [ 18 ]        |  |
| 2021 | 48-я премия Энни             | Лучшая анимация персонажей в мультсериале               | Дэвид Лалиберте                                                                                         | Победа    | [ 18 ]        |  |
| 2021 | 48-я премия Энни             | Лучший монтаж в мультсериале                            | Джон МакКиннон (эпизод 2.09 «Лисолень»)                                                                 | Победа    | [ 18 ]        |  |
| 2021 | 48-я дневная премия Эмми     | Лучший анимационный сериал для детей                    | | Победа    | [ 19 ]        |  |
| 2021 | 48-я дневная премия Эмми     | Лучший сценарий в анимационном телепроекте              | | Номинация | [ 19 ]        |  |
| 2021 | 48-я дневная премия Эмми     | Лучшая команда режиссёров в анимационном сериале        | | Номинация | [ 19 ]        |  |
| 2021 | 48-я дневная премия Эмми     | Лучшая голосовая режиссура в анимационном сериале       | | Номинация | [ 19 ]        |  |
| 2021 | 48-я дневная премия Эмми     | Лучший монтаж в анимационном проекте                    | вместе с Озорными анимашками                                                                            | Победа    | [ 19 ]        |  |